# Gerd Baum
Gerd Baum (* 7. September 1924) ist ein ehemaliger deutscher Fußballspieler. Von 1950 bis 1958 hat der Abwehrspieler als Aktiver des SSV Reutlingen in der Fußball-Oberliga Süd 90 Ligaspiele absolviert. Zuvor war er für die Reutlinger in der Oberliga Südwest aktiv.
Gerd Baum wechselte 1948 von Sportfreunde Stuttgart zum SSV Reutlingen 05. In der Saison 1949/50 wurde er mit den Reutlingern in der Gruppe Süd der Oberliga Südwest Staffelmeister und südwestdeutscher Vizemeister nach einer Endspielniederlage gegen den 1. FC Kaiserslautern in der südwestdeutschen Meisterschaftsendrunde. In der Endrunde um die deutsche Meisterschaft 1950 unterlag Gerd Baum mit dem SSV im Achtelfinale Preußen Dellbrück mit 0:1 in der Verlängerung. In der Spielzeit 1950/51 stieg er nach einem Verbandswechsel in die Oberliga Süd mit dem SSV Reutlingen in die II. Division ab. In der Saison 1953/54 gelang ihm mit den Reutlingern der Aufstieg in die Oberliga Süd. Nachdem Gerd Baum mit dem SSV in der folgenden Saison Vizemeister der Oberliga Süd wurde, scheiterte er mit seiner Mannschaft in der Qualifikationsrunde der Endrunde um die deutsche Meisterschaft 1955 an dem SV Sodingen und Wormatia Worms. Nach dem erneuten Abstieg in der Oberligasaison 1955/56 stieg Gerd Baum mit dem SSV Reutlingen in der anschließenden Spielzeit direkt wieder auf.